# J.P. Carlsson
J.P. Carlsson, egentligen Jonas Peter Carlsson, född 24 januari 1858 i Bankeberg, Näsby socken, Jönköpings län, död 1 februari 1935 i Sävsjö, Norra Ljunga församling, Jönköpings län, var en svensk grosshandlare och entreprenör.

## Biografi
Carlsson växte upp i Åhult, Nävelsjö socken, Småland, och var son till hemmansägare Karl Johan Magnusson och Matilda Kristina Petersdotter. Han blev bokhållare i handelsfirman S G Lundberg i Sävsjö och gifte sig efter ett par år med sin arbetsgivares dotter. Året efter vigseln avled svärfadern och J.P. Carlsson fick ta över företaget.
Han var en framgångsrik entreprenör som anlade sågverk bland annat i Jerusalem och tillverkade takstickor (12 miljoner per år). När dessa på grund av brandfaran förbjöds i Sävsjö satsade han på export till Bornholm och Danmark. Han hade mobila sågverk som transporterades till olika avverkningsplatser i landets södra delar. J.P. Carlsson hade aktiemajoritet i Sävsjö skofabrik. Han såg till att Bank AB Södra Sverige öppnade kontor i Sävsjö 1902. Han köpte skogar och gårdar, däribland Nydala herrgård och Lundholmen i Småland.
Han hade också olika förtroendeuppdrag; han var ordförande i Sävsjö municipalnämnd, Sävsjö sjukstuga och styrelsen för AB Svenska Handelsbankens kontor i Sävsjö.

## Familj
Han var gift med Beda Lundberg (1861–1937), som var dotter till Sven Gustav Lundberg och Ulrika Sofia Petersdotter. De fick sönerna Carl-Gustaf, Tobias och Arvid. Mellansonen Tobias Carlsson (1894–1988) övertog företaget medan de andra sönerna hade varsitt säteri. Äldste sonen tog moderns flicknamn och gick under namnet C-G Lundberg (1884–1951), han blev godsägare på Lundholmen i Småland och svärfar till docenten Gunnar Angervall och advokaten Gunnar Nordstrand. Sonen Arvid Carlsson (1897–1963) blev godsägare på Nydala herrgård i Småland.